# 免疫球蛋白E

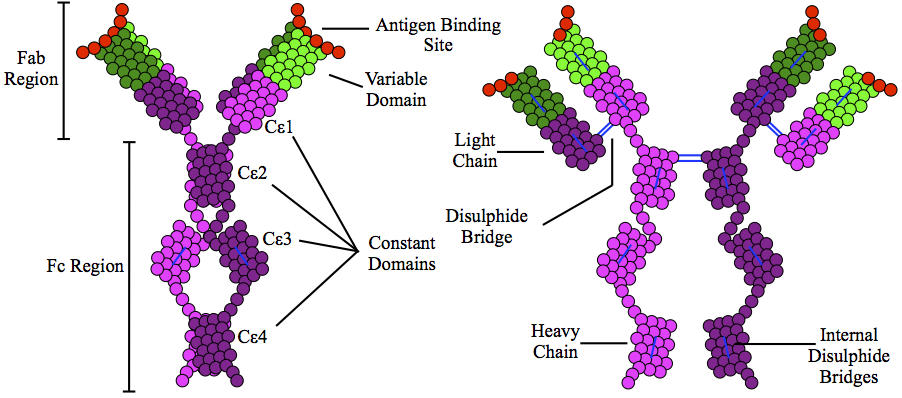
IgE抗体的结构

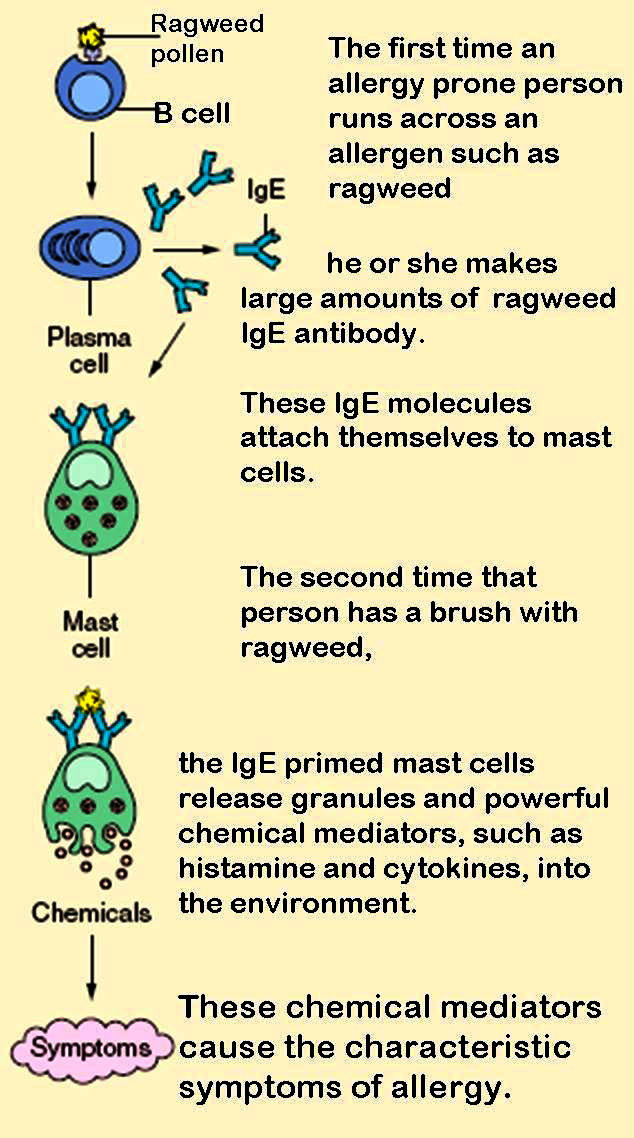
肥大细胞在过敏反应发生发展中的角色

脱粒过程：1 -抗原; 2 - IgE 抗体; 3 - FcεRI受体; 4 - 预先合成的介质(组胺,蛋白酶,趋化因子,肝素); 5 - 颗粒; 6 - 肥大细胞; 7 - 新合成的介质 (前列腺素, 白三烯,血栓素, PAF)

免疫球蛋白E（英語：Immunoglobulin E，簡稱）是一类只发现于哺乳动物内的抗体，是正常人血清中含量最小的免疫球蛋白。免疫球蛋白E由黏膜下淋巴组织中的效应B细胞合成，IgE的单体由两个重链和两个轻链组成。它是一类亲细胞抗体。IgE可引起I型变态反应（又称过敏），同时可能与机体抗寄生虫免疫有关。寄生虫和过敏原入侵时，血清中的免疫球蛋白E的含量有明显的提升。

## 首次发现
免疫球蛋白E于1966年被日本免疫学家石坂公成和妻子石坂照子发现。 石坂夫妇和贡纳尔约翰逊和Hans Bennich于1969年联合发表论文在免疫学杂志上。

## 受体
免疫球蛋白与肥大细胞和嗜碱性粒细胞表面上的Fc受体作用引起过敏反应。
FcεRI是有高亲和性的受体，另一种受体，FcεRII受体则是低亲和性的受体。FcεRI存在于肥大细胞和嗜碱性粒细胞和抗原呈递细胞树突状白细胞表面。当抗原与肥大细胞表面的FcεRI受体接触后，免疫球蛋白E与相对处于底层的FcεRI聚合，引起炎症介质的释放和脱粒。当抗原与嗜碱性粒细胞表面的IgE交联耦合后分泌两种细胞激素，白细胞介素-4和白细胞介素-13和炎症介质。而相对于低亲和性受体FcεRII而言只存在于B细胞表面。但白细胞介素-4可以使其作用于巨噬细胞和血小板的表面。

## 相关疾病
人体IgE含量異常的话就会引起一系列严重的过敏反应，其中Job综合征是一种原因不明的遗传疾病，此疾病多发于1岁幼儿，幼儿的免疫球蛋白E含量異常，引起湿疹、过敏性疾病。是一种先天性免疫缺陷。